# Selina Lo
Selina Lo (* 29. Januar 1994) ist eine britische Schauspielerin, Synchronsprecherin und ehemalige Kampfkünstlerin.

## Leben
Lo wurde am 29. Januar 1994 geboren und ist chinesischer Abstammung. Ab ihrem vierten Lebensjahr begann sie mit Kampfkunst, da ihr Vater großer Fan der Filme von Bruce Lee und Jackie Chan ist und sie darüber ebenfalls Interesse an Kampfsport erhielt. Nach einer Knieverletzung musste sie allerdings mit dem Kampfsport aufhören. Sie erhielt ihre Schauspielausbildung an der Sylvia Young Theatre School und dem Liverpool Institute for Performing Arts.
2007 gab Lo in der Filmproduktion 28 Weeks Later ihr Filmschauspieldebüt und spielte im selben Jahr im Film Muay Thai Killer mit. Es folgten danach Besetzungen in Filmen wie Der Prinz & ich – Königliches Abenteuer, Shanghai oder The Scorpion King 3 – Kampf um den Thron, wo sie Charaktere mimte, die oft auf Kampfsport zurückgriffen, um Gegner zu besiegen. 2014 stellte sie in drei Episoden der Miniserie One Child die Rolle der Xu Lian dar. 2018 verkörperte sie in fünf Episoden der Miniserie Q8 Unleashed die Rolle der Sandra. 2019 übernahm sie die Hauptrolle im Action-Thriller Haphazard. 2020 gehörte sie zum Ensemble des Spielfilms Boss Level. 2024 stellte sie in drei Episoden der Fernsehserie Der Herr der Ringe: Die Ringe der Macht die Elben-Kriegerin Rían dar.

## Filmografie (Auswahl)

### Schauspiel
- 2007: 28 Weeks Later
- 2007: Warrior Fighter (Brave)
- 2008: Muay Thai Killer (Hanuman klook foon)
- 2010: Der Prinz & ich – Königliches Abenteuer (The Prince and Me 4: The Elephant Adventure, Fernsehfilm)
- 2010: Shanghai
- 2010: Dohard (Kurzfilm)
- 2011: Magnesium (Kurzfilm)
- 2012: The Scorpion King 3 – Kampf um den Thron (The Scorpion King 3: Battle for Redemption)
- 2013: Razed (Kurzfilm)
- 2014: One Child (Miniserie, 3 Episoden)
- 2016: Time Rush
- 2018: Pay Day (The Debt Collector)
- 2018: Q8 Unleashed (Miniserie, 5 Episoden)
- 2019: Triple Threat
- 2019: Haphazard
- 2020: Boss Level
- 2022: Winter Dream (Wygrac marzenia)
- 2022: Hellraiser – Das Schloss zur Hölle (Hellraiser)
- 2024: Der Herr der Ringe: Die Ringe der Macht (The Lord of the Rings: The Rings of Power, Fernsehserie, 3 Episoden)

### Synchronisationen
- 2007: Croc (Fernsehfilm)